# 2365 Interkosmos
2365 Interkosmos eller 1980 YK är en asteroid i huvudbältet som upptäcktes den 30 december 1980 av den tjeckiske astronomen Zdeňka Vávrová vid Kleť-observatoriet. Den är uppkallad efter det sovjetiska rymdprogrammet Interkosmos.
Asteroiden har en diameter på ungefär 14 kilometer och den tillhör asteroidgruppen Astraea.